# Juan Schleyer
Hans Wilhelm Schleyer Brandt o Juan Guillermo Schleyer Brandt (Cuxhaven, Alemania, 12 de agosto de 1840 - Chillán, Chile, 10 de julio de 1925) fue un empresario de origen alemán, radicado en Chile a fines del siglo XIX y principios del siglo XX. Se le reconoce por su histórica labor como empresario en el rubro cervecero y vitivinícola en las ciudades chilenas de Freire y Chillán, además de ser responsable de la donación de terrenos para la creación del Parque Schleyer en la ciudad de Chillán, cual aún está pendiente desde 1929.

## Historia
Hans nació en Cuxhaven, Alemania en 1840, sus padres fueron Johann Wilhelm Schleyer Fick y Lucia Christine Brandt Heisohn y tuvo tres hermanos más.
Llegó a Chile motivado con el auge de la Colonización alemana al puerto de Valparaíso para luego trasladarse al sur, donde instaura cultivos de viñedos luego de comprar el fundo Los Colihues ubicado en el actual pueblo homónimo de la comuna de Chillán Viejo. El vino producido en este sector era vendido en el mercado con el nombre de "Viña Colihues".
Destina parte de sus tierras a la fundación de las ciudades de Victoria y Freire, donde además instaura empresas del rubro de destilerías, cerveceras y vitivinicultura, Para 1864 sus productos se vendían entre Coquimbo y Valdivia y era propietario de una gran cervecería en la ciudad de Coronel.
Ya en 1875 se instala en Chillán con una cervecería al sur de Las Cuatro Avenidas, convirtiéndose además en propietario del fundo Quilpón, ubicado entre las actuales localidades de Quilmo y Nebuco. En 1900, al haberse unido junto a las empresas cerveceras H. de Lange y Hilper y Quintana, se convierte en el principal competidor de la cervecería de Carlos Anwandter.

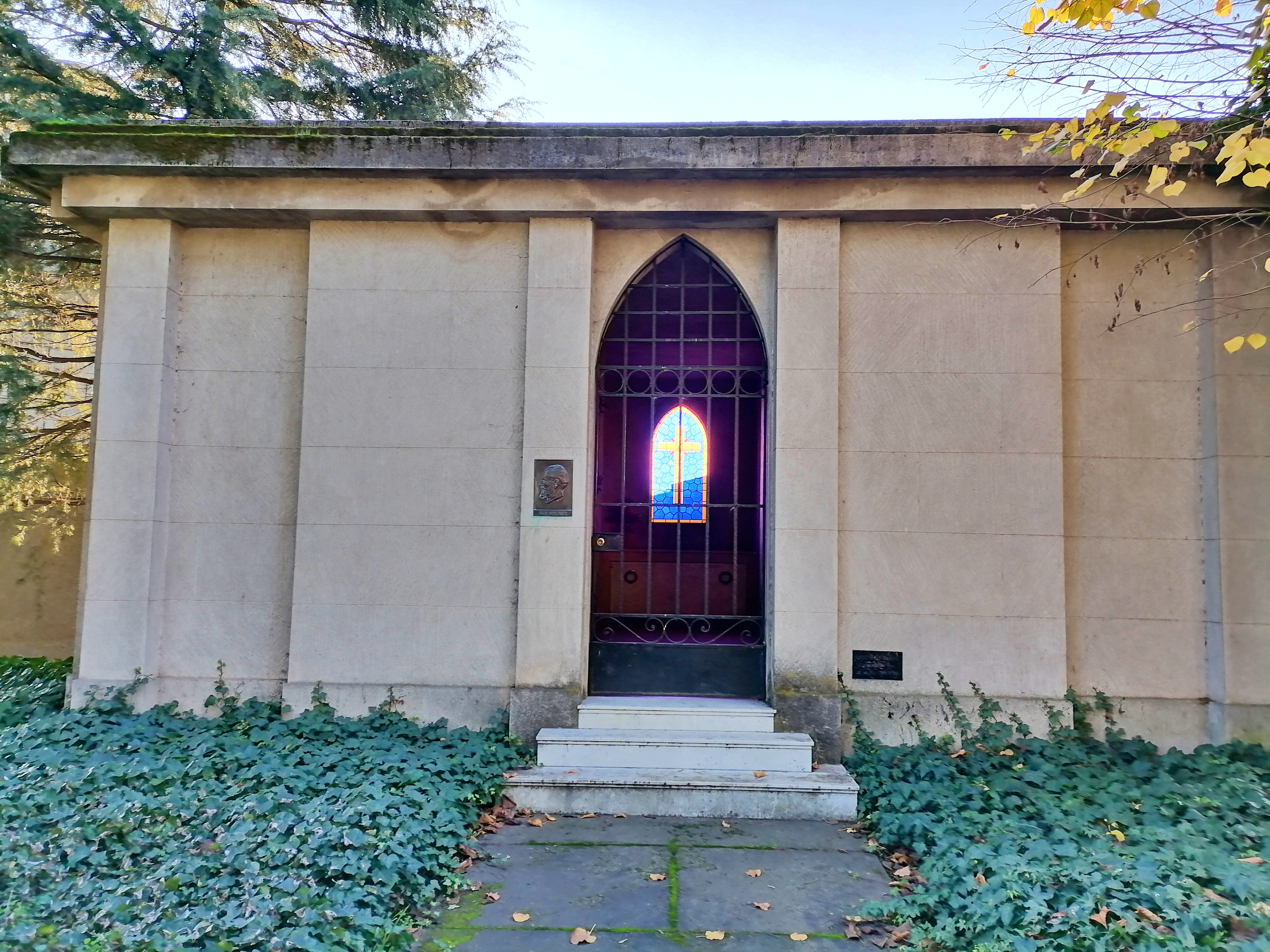
Mausoleo de la familia Schleyer en el Cementerio Municipal de Chillán

Previo a su fallecimiento, Schleyer dona parte de sus terrenos ubicados en Chillán, al municipio local, con el compromiso de que este, construyera un parque en su memoria, sin embargo, nunca se concretó. Fallece en Chillán en 1925, actualmente sus restos descansan en el Cementerio Municipal de Chillán, y las tierras que Juan donó al municipio, fueron enajenadas y destinadas a diversos propietarios privados y públicos, conformando lo que hoy se conoce como Barrio Schleyer.